# Aleksandrowka (azowski niemiecki rejon narodowy)
Aleksandrowka (ros. Александровка) – wieś (sieło) w Rosji, w obwodzie omskim, w azowskim niemieckim rejonie narodowym. W 2021 liczyła 187 mieszkańców.